# Thomas Schlüter (Fußballspieler)
Thomas Schlüter (* 26. Januar 1972) ist ein ehemaliger deutscher Fußballspieler.

## Karriere
Schlüter wechselte 1997 vom TSV Aindling zum TSV 1860 München. Bei den Löwen stand er durchgängig im Amateurteam unter Vertrag. In der Saison 1998/99 kam er unter Trainer Werner Lorant bei den Profis zu einem Einsatz. Am 13. Spieltag wurde er in der 77. Spielminute beim 2:1-Sieg gegen den SC Freiburg für Bernd Hobsch eingewechselt. Es blieb Schlüters einziger Einsatz im Profifußball. 2001 verließ er München und spielte für seinen alten Verein Aindling.